# Palazzo Litta

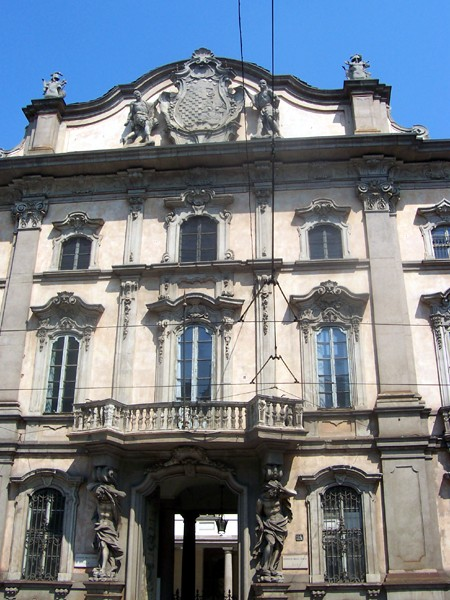
A palota főhomlokzata

A Palazzo Litta, más néven Palazzo Arese-Litta egy milánói barokk épület a Corso Magenta mentén, átellenben a San Maurizio al Monastero Maggiore templommal.

## Története
A palota építését Francesco Maria Richini kezdte el 1642-ben Bartolomeo Arese gróf megbízásából, aki az egyik legbefolyásosabb milánói nemesúr volt, illetve 1660-ban a milánói szenátus elnöke. Ennek köszönhetően a palota rövid időn belül a város társadalmi életének központjává vált, számos fogadásnak adott otthont, többek között Mária Terézia vagy Eugène de Beauharnais milánói látogatásakor.
Az eredeti épületből mindössze a piano nobile valamint a belső udvar menekült meg a későbbi átalakításoktól. Az 1671-ben épült oratóriumot, mely szintén Richini műve, magánszínházzá alakították át. Ez ma is működik (Teatro Litta di Milano). 1740-ben Francesco Merlo tervei alapján épült fel a grandiózus lépcsőház. A lakosztályokat Giovanni Antonio Cucchi freskói díszítik. Főhomlokzatát 1752-1761 között építette át rokokó stílusban Bartolomeo Bolli.
A palota a későbbiekben a Visconti, majd a Borromeo, végül a Litta család birtokába került.